# Любен Тонев
Любен Николов Тонев е български архитект, професор, член-кореспондент на БАН (1947), заслужил архитект (1969).

## Биография
Любен Тонев е роден в гр.Кюстендил на 30 март 1908 г. Внук е на уста (майстор) Тоне Петров, един от ръководителите на кюстендилския дюлгерски еснаф през 70-те -80-те години на XIX в. Завършва архитектура в École Spéciale d'Architecture, учи при проф. Огюст Пере. След дипломирането си през 1929 г. следва урбанизъм в Сорбоната (1930). Няколко години работи в проектантските ателиета на проф. Анри Прост, Адолф Дерво и при арх. Шарл Монталан в Алжир и следва допълнително във Висшето училище по железобетон и Института по градска санитарна техника в Париж.
През 1931 – 32 г. е на работа в Алжир, като следва и Художествената академия. След завръщането си в България (1932) е архитект градостроител в Министерството на обществените сгради, пътищата и благоустройството, а от 1934 до 1938 г. – началник на първата в София Градоустройствена служба. Проектира (сам или в съавторство) градоустройствените планове на Кюстендил, с.Шишковци (Кюстендилско), Пещера, Тетевен, Плевен, Солудервент, Павел баня (Казанлъшко), Баня (Карловско) и др., както и различни сгради. Печели редица архитектурни конкурси. Главен редактор и редактор на сп. „Архитект“ и на сп. „Известия на Архитектно-инженерната камара“.
За комунистическа дейност на 2 септември 1941 г. е интерниран в концлагера Кръстополе край с. Еникьой (Кръстополе), (Ксантийско) и в Пещера. След 9 септември 1944 г. е директор на Архитектурно-градоустройствената дирекция на София. Ръководеният от Тонев колектив, след спечелен конкурс, изготвя окончателния градоустройствен план на столицата (одобрен 1945 г., останал в сила до 1961 г.).
Професор и ръководител на катедра „Градоустройство“ при Държавната политехника, по-късно в ИСИ/ВИСИ/ВИАС (1945 – 75) и заместник-декан (1947 – 8). Заместник-министър на Комуналното стопанство и благоустройство (1948). Директор на Института по градоустройство и архитектура (ИГА) при БАН (1950 – 60), по-късно преобразуван в самостоятелната Секция за теория и история на градоустройството и архитектурата (СТИГА) (1962 – 77) при БАН. С ръководени от него колективи изготвя нови градоустройствени планове на Плевен, Ловеч, Бургас, първия план на Димитровград, централната част на Силистра. Спечелва с колектив второ място на международен конкурс за центъра на Берлин (1959) и първо място за градоустройствения план на Тунис (1960), като разработва и негови подробни планове. Съветник-градостроител на Тунис (1962 – 68).
Член на Върховния и други градоустройствени експертни и "научни съвети в България. Един от учредителите на Международния съюз на архитектите (МСА/UIA) (1948) и 10 години председател на постоянната му комисия по градоустройство. Почетен член на Съюза на архитектите в България (САБ), на Съюза на съветските архитекти и на Американския институт по архитектура. Чуждестранен член на Академията по архитектура на Франция (от 1971).

### Награди
- Орден „Девети септември 1944 г." III ст. (1949)
- Орден „Кирил и Методий" II ст. (1950)
- Орден Народна република България II ст. (1968)
- Орден „Кирил и Методий" I ст. (1969)
- Орден „За народна свобода“ (1971)
- Орден Народна република България I ст. (1978)
- Орден „Георги Димитров" (1983)

На два пъти – през 1988 и 2008 г. е удостоен със званието „почетен гражданин на гр. Кюстендил“.